# 二一九公园
二一九公园是位于中国辽宁省鞍山市铁东区的一座公园。它的命名来源于纪念1948年2月19日中国人民解放军占领鞍山。其总面积78公顷，是一座由真山真水组成的公园。

## 历史
二一九公园建于满洲国时期，原名“朝日山公园”。1948年2月19日，解放军占领鞍山，其后更名为二一九公园.

## 现状
现在的二一九公园内有被称为“北方西子”的劳动湖，平日会有游船，冬日会结冰。其内部还有植物园、动物园、游乐园等设施。其东临供奉世界最大玉佛的玉佛苑，以及东山风景区。

## 交通
通过鞍山市公交线路216、2、28、323可到达公园。